# Isles-lès-Villenoy
Isles-lès-Villenoy (franskt uttal: [il lɛ vilnwa]
 ( lyssna)) är en kommun i departementet Seine-et-Marne i regionen Île-de-France i norra Frankrike. Kommunen ligger i kantonen Claye-Souilly som tillhör arrondissementet Meaux. År 2022 hade Isles-lès-Villenoy 1 136 invånare.

## Befolkningsutveckling
| Befolkningsutvecklingen i Isles-lès-Villenoy 1968–2021 | Befolkningsutvecklingen i Isles-lès-Villenoy 1968–2021 | Befolkningsutvecklingen i Isles-lès-Villenoy 1968–2021 | Befolkningsutvecklingen i Isles-lès-Villenoy 1968–2021 | Befolkningsutvecklingen i Isles-lès-Villenoy 1968–2021 |
| ------------------------------------------------------ | ------------------------------------------------------ | ------------------------------------------------------ | ------------------------------------------------------ | ------------------------------------------------------ |
|                                                        |                                                        |                                                        |                                                        |                                                        |
| År                                                     |                                                        |                                                        | Folkmängd                                              |                                                        |
| 1968                                                   | 1968                                                   |                                                        | 288                                                    |                                                        |
| 1975                                                   | 1975                                                   |                                                        | 298                                                    |                                                        |
| 1982                                                   | 1982                                                   |                                                        | 366                                                    |                                                        |
| 1990                                                   | 1990                                                   |                                                        | 416                                                    |                                                        |
| 1999                                                   | 1999                                                   |                                                        | 687                                                    |                                                        |
| 2007                                                   | 2007                                                   |                                                        | 865                                                    |                                                        |
| 2015                                                   | 2015                                                   |                                                        | 915                                                    |                                                        |
| 2021                                                   | 2021                                                   |                                                        | 1 140                                                  |                                                        |